# Фінал кубка СРСР з футболу 1966
Фінал кубка СРСР з футболу 1956 — фінал Кубка СРСР 1966 року, 25-й фінал турніру. Відбувся на Центральному стадіоні ім. Леніна в Москві 8 листопада 1966 року.
У фіналі взяли участь «Динамо» (Київ) та «Торпедо» (Москва).

## Претенденти
- «Динамо» (Київ) — дворазовий Чемпіон СРСР (1961, 1966), чотириразовий срібний призер чемпіонату СРСР (1936, 1952, 1960, 1965), бронзовий призер чемпіонату СРСР (1937), семиразовий володар Кубка Української РСР (1936, 1937, 1938, 1944, 1946, 1947, 1948), володар Кубка СРСР (1954).
- «Торпедо» (Москва) — дворазовий чемпіон СРСР (1960, 1965), триразовий срібний призер чемпіонату СРСР (1957, 1961, 1964), дворазовий бронзовий призер чемпіонату СРСР (1945, 1953) триразовий володар Кубка СРСР (1949, 1952, 1960), триразовий фіналіст Кубка СРСР (1947, 1958, 1961)

## Шлях до фіналу
| «Динамо»              | «Динамо»     | «Динамо»        | Раунд       | «Торпедо»             | «Торпедо» | «Торпедо»      |
| --------------------- | ------------ | --------------- | ----------- | --------------------- | --------- | -------------- |
| Суперник              | Результат    | Дата            | Плей-оф     | Суперник              | Результат | Дата           |
| «Динамо» (Ставрополь) | 1-0 (в)      | 7 серпня 1966   | 1/16 фіналу | «Локомотив» (Тбілісі) | 1-0 (г)   | 7 серпня 1966  |
| «Зеніт» (Ленінград)   | 3-0 (д)      | 26 серпня 1966  | 1/8 фіналу  | «Трактор» (Волгоград) | 3-1 (д)   | 26 серпня 1966 |
| «Спартак» (Москва)    | 3-0 (д)      | 16 вересня 1966 | 1/4 фіналу  | «Кайрат» (Алма-Ата)   | 2-1 (д)   | 4 вересня 1966 |
| «Динамо» (Мінськ)     | 1-0 д.ч. (д) | 9 жовтня 1966   | 1/2 фіналу  | «Чорноморець» (Одеса) | 3-0 (д)   | 7 жовтня 1966  |

## Опис матчу
Перший удар по м'ячу зробили торпедівці. Проте вже відразу в ворота забив гол Бишовець. Форвард киян, отримавши м'яч, переправив його в штрафну площу, проскочив повз Шустікова і Марушко і спрямував м'яч у сітку.
«Торпедо» спробувало відразу відігратися. Однак атака йшла головним чином навісними передачами, а на «другому поверсі» рослі захисники «Динамо» і майже двометровий Рудаков були господарями становища. Багато чого очікували від трійки півзахисників «Торпедо». Але всі вони, особливо Воронін, не змогли нічим допомогти команді. Тим не менш натиск москвичів був тривалим, і деколи оборона киян відверто відбивалася. На 35-й хвилині Рудаков блискуче взяв важкий м'яч, посланий з-під групи гравців Андріюком.
Друга половина зустрічі почалася натиском чемпіона. Але на 5-й хвилині Стрєльцов вийшов на відмінну позицію, маючи можливість вирівняти рахунок, зробивши декілька рейдів до воріт суперників. Був навіть момент, коли ворота динамівців залишалися порожніми: у куті штрафного майданчика Стрєльцов забрав м'яч у воротаря Рудакова, який, кинувся навздогін за форвардом, подав його в центр, але удар Бреднєва прийшовся повз ворота. Таку ж можливість на 14-й хвилині другого тайму упустив і Щербаков. Поступово кияни створили глибоко ешелоновану оборону. Гра помітно погрубішала. Сабо, Бреднєв, Бишевець почали порушувати правила, а Щегольков навіть вдарив Сараєва по обличчю. З трудом, але все ж таки Хярмс навів лад на полі.
На 27 хвилині другого тайму пройшла контратака гостей — по правому флангу виходить Серебряников, посилає м'яч на лівий фланг, де крім Біби нікого немає. Капітан киян «крученим» ударом забиває м'яч.
Знову торпедівці всією командою кидаються на штурм. Рудаков рятує свою команду, відбивши удар Стрєльцова, нанесений головою з близької відстані. Проте часу вже не залишається і протяжний свисток судді кидає переможців в обійми один одному. Щасливі гравці київської команди з кришталевим кубком в руках здійснюють по стадіону традиційний коло пошани. Київські динамівці в тому сезоні зробили «золотий дубль», вигравши і першість, і Кубок країни.

## Протокол матчу
| 8 листопада 1966 |

| «Динамо» (Київ)                      | 2—0      | «Торпедо» (Москва) |
| ------------------------------------ | -------- | ------------------ |
| Анатолій Бишовець 1' Андрій Біба 73' | Протокол |                    |

| Центральний стадіон ім. Леніна, Москва Глядачів: 70 000 Арбітр: Еуген Хярмс (Таллінн) |

| Динамо (Київ) | Торпедо (Москва) |

| ДИНАМО:       |    |                          |
|               |    |                          |
| В             | 1  | Євген Рудаков 85'        |
| ЗХ            | 2  | Володимир Щегольков      |
| ЗХ            | 3  | Вадим Соснихін           |
| ЗХ            | 4  | Василь Турянчик          |
| ЗХ            | 5  | Леонід Островський       |
| ПЗ            | 6  | Йожеф Сабо               |
| ПЗ            | 7  | Андрій Біба ()           |
| НП            | 8  | Федір Медвідь            |
| НП            | 9  | Віктор Серебряников      |
| НП            | 10 | Анатолій Бишовець        |
| НП            | 11 | Віталій Хмельницький 85' |
| Запасні:      |    |                          |
| В             | 12 | Віктор Банніков 85'      |
| ЗХ            | 12 | Сергій Круликовський 85' |
| Тренер:       |    |                          |
| Віктор Маслов |    |                          |

| ТОРПЕДО:        |    |                        |
|                 |    |                        |
| В               | 1  | Анзор Кавазашвілі      |
| ЗХ              | 2  | В'ячеслав Андріюк      |
| ЗХ              | 3  | Віктор Шустіков        |
| ЗХ              | 4  | В'ячеслав Марушко 67'  |
| ЗХ              | 5  | Володимир Сараєв       |
| ПЗ              | 6  | Олександр Леньов       |
| ПЗ              | 7  | Валерій Воронін        |
| ПЗ              | 8  | Володимир Бреднєв      |
| НП              | 9  | Володимир Щербаков     |
| НП              | 10 | Едуард Стрєльцов       |
| НП              | 11 | Олег Сергєєв           |
| Запасні:        |    |                        |
| НП              | 12 | Володимир Михайлов 67' |
| Тренер:         |    |                        |
| Віктор Мар'єнко |    |                        |

|  |